# Rio Tumen
O rio Tumen ou Duman está situado no leste da Ásia, habitualmente considerado como limite da Península da Coreia.
Forma a fronteira nordeste da Coreia do Norte com a República Popular da China e com a Federação Russa. Nasce no monte Paektu (a montanha mais alta da Coreia do Norte) e flui para norte e nordeste antes de virar para sudeste para desaguar no mar do Japão. Tem 521 km de comprimento mas só é navegável em 85 km. Muitas batalhas históricas tiveram lugar ao longo das suas margens.